# Remenoville
Pour l’article ayant un titre homophone, voir Remenauville.
Remenoville est une commune française située dans le département de Meurthe-et-Moselle, en région Grand Est.

## Géographie
Selon la carte IGN, le bâtiment de la Mairie est située à 270 mètres d'altitude. Le territoire culmine à 363 mètres dans le bois de Réthimont. Le point le plus bas est à 248 mètres, près de l'étang du Censal.
Le territoire est totalement inclus dans le bassin versant de la Mortagne avec laquelle il communique par les ruisseaux dits de Moranviller et de la Goutte. Ce dernier est ainsi désigné par l'actuelle carte IGN (2019) mais le premier cadastre de Remenoville le nomme « ruisseau du Prey ».
Le village est desservi principalement par la route départementale numéro 144 qui le relie à Gerbéviller au nord-est, et à la route départementale numéro 22 au sud, en direction de Vennezey. Remenoville est relié aux villages voisins de Rozelieures, Moriviller, Franconville, Seranville et Giriviller par des routes communales.
La monographie de Remenoville mentionne une source salée qui aurait été sondée en vue d'une exploitation en 1796. Ce projet n'a jamais été mené à son terme.
| Moriviller  |             | Gerbéviller |
|             | Remenoville | Seranville  |
| Rozelieures | Vennezey    | Giriviller  |

### Hydrographie
La commune est dans le bassin versant du Rhin au sein du bassin Rhin-Meuse. Elle est drainée par le ruisseau de la Goutte Les Rapes et le ruisseau de Moranviller,.

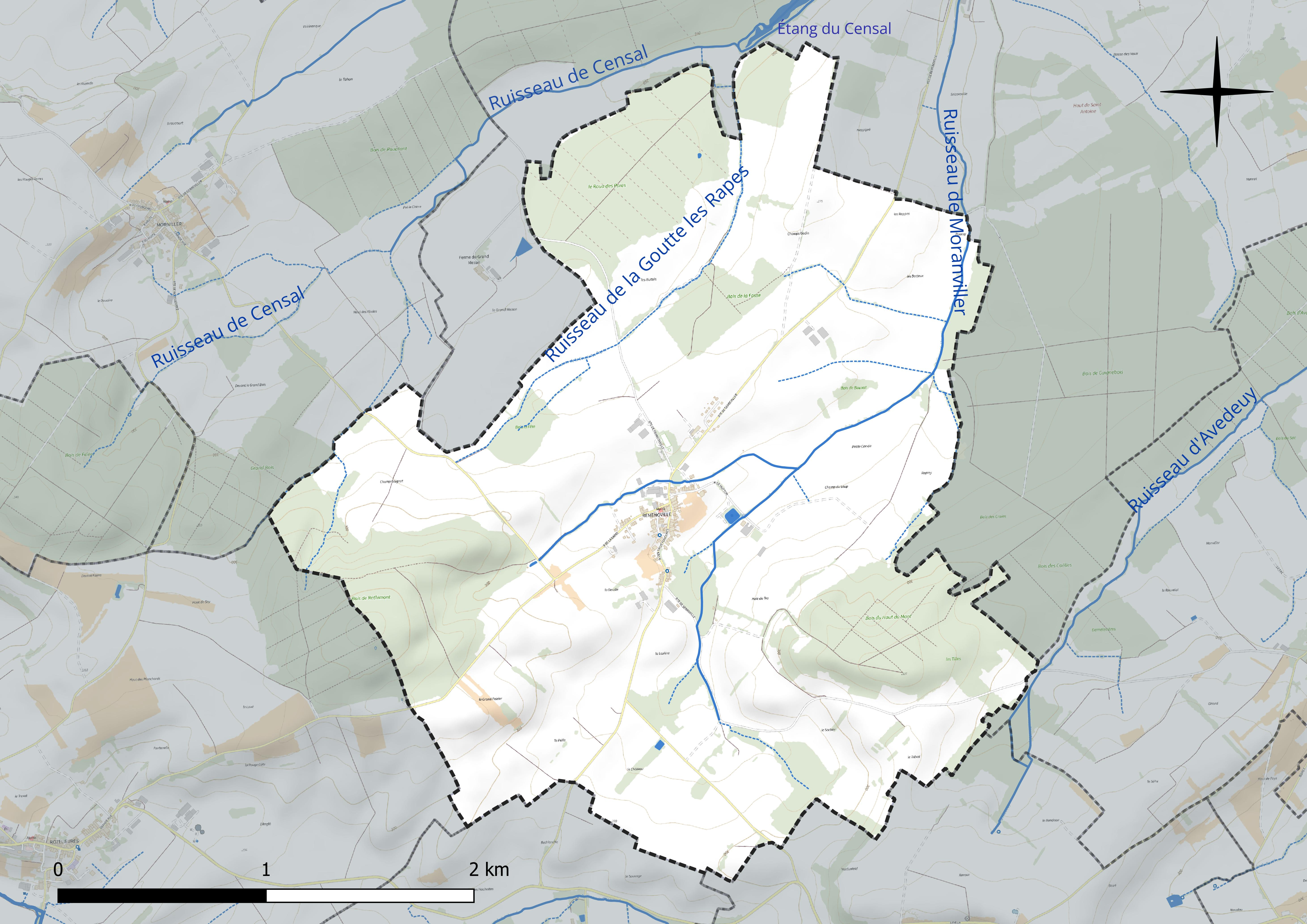
Réseau hydrographique de Remenoville.

### Climat
Pour des articles plus généraux, voir Climat du Grand Est et Climat de Meurthe-et-Moselle.
En 2010, le climat de la commune est de type climat des marges montargnardes, selon une étude du Centre national de la recherche scientifique s'appuyant sur une série de données couvrant la période 1971-2000. En 2020, Météo-France publie une typologie des climats de la France métropolitaine dans laquelle la commune est exposée à un climat semi-continental et est dans la région climatique  Lorraine, plateau de Langres, Morvan, caractérisée par un hiver rude (1,5 °C), des vents modérés et des brouillards fréquents en automne et hiver. 
Pour la période 1971-2000, la température annuelle moyenne est de 9,7 °C, avec une amplitude thermique annuelle de 17,1 °C. Le cumul annuel moyen de précipitations est de 893 mm, avec 12,4 jours de précipitations en janvier et 10 jours en juillet. Pour la période 1991-2020, la température moyenne annuelle observée sur la station météorologique de Météo-France la plus proche, « Roville », sur la commune de Roville-aux-Chênes à 13 km à vol d'oiseau, est de 10,3 °C et le cumul annuel moyen de précipitations est de 833,3 mm. 
La température maximale relevée sur cette station est de 40 °C, atteinte le 25 juillet 2019 ; la température minimale est de −24,5 °C, atteinte le 2 janvier 1971,,. 
Les paramètres climatiques de la commune ont été estimés pour le milieu du siècle (2041-2070) selon différents scénarios d'émission de gaz à effet de serre à partir des nouvelles projections climatiques de référence DRIAS-2020. Ils sont consultables sur un site dédié publié par Météo-France en novembre 2022.

## Urbanisme

### Typologie
Au 1er janvier 2024, Remenoville est catégorisée commune rurale à habitat dispersé, selon la nouvelle grille communale de densité à sept niveaux définie par l'Insee en 2022.
Elle est située hors unité urbaine. Par ailleurs la commune fait partie de l'aire d'attraction de Nancy, dont elle est une commune de la couronne,. Cette aire, qui regroupe 353 communes, est catégorisée dans les aires de 200 000 à moins de 700 000 habitants,.

### Occupation des sols
L'occupation des sols de la commune, telle qu'elle ressort de la base de données européenne d’occupation biophysique des sols Corine Land Cover (CLC), est marquée par l'importance des territoires agricoles (74 % en 2018), en diminution par rapport à 1990 (77,5 %). La répartition détaillée en 2018 est la suivante : prairies (37 %), terres arables (34 %), forêts (22,2 %), zones urbanisées (3,8 %), zones agricoles hétérogènes (3 %). L'évolution de l’occupation des sols de la commune et de ses infrastructures peut être observée sur les différentes représentations cartographiques du territoire : la carte de Cassini (XVIIIe siècle), la carte d'état-major (1820-1866) et les cartes ou photos aériennes de l'IGN pour la période actuelle (1950 à aujourd'hui).

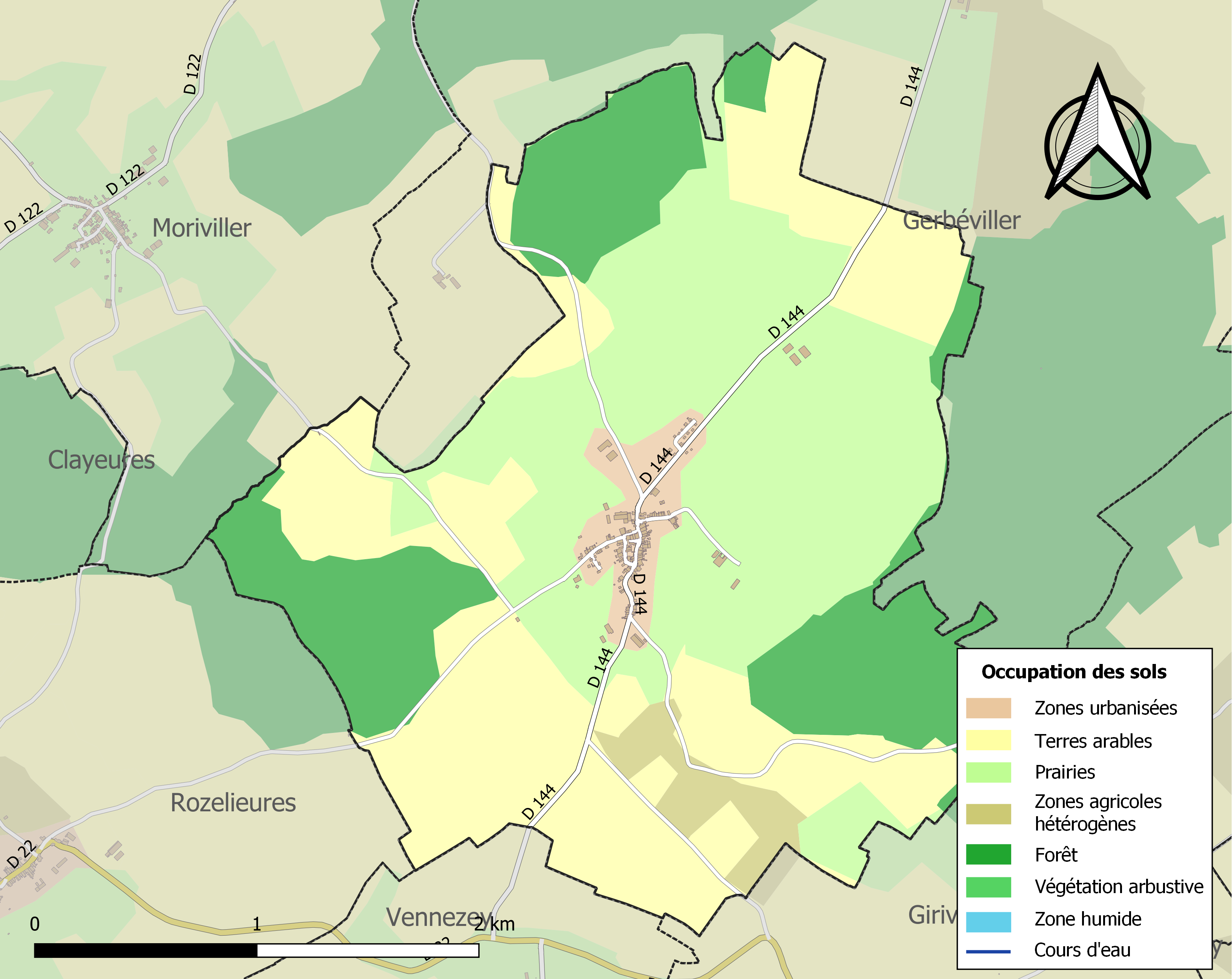
Carte des infrastructures et de l'occupation des sols de la commune en 2018 (CLC).

## Toponymie
Anciennes mentions : Romonoldi villa (1114), Remenovilla (1164), Romenovilla (1182), Romonovilla (1186), Remoldi villa (xive siècle), Removille (1287), Remenonvilla (1402), Remenonville (1719), Réménauville-lès-Gerbéviller (1782).
Selon Henri Lepage, Remenoville viendrait de  Romonoldi villa, le domaine d'un personnage germanique. Jean Spaite donne un nom originel différent : Ramenoldus villa, également donné par Ernest Nègre qui cite les formes Romonouvilla en 1179 et Remoldi Villa au XIVe siècle. Il y voit le nom d'une personne dans la langue des anciens gaulois. Dauzat/Rostaing n'excluent pas un nom de personne germanique Remin-wald.
Localement, le nom du village se prononce R'menoville.

## Histoire

### Périodes romaine et pré-romaine
Le territoire est traversé par des voies antiques, probablement pré romaines (voir la section Lieux et monuments).

### Moyen Âge
Des sépultures franques ont été découvertes sur le territoire communal à proximité du bois du Haut du Mont.
Henri Lepage écrit que l'on a découvert dans le cimetière de Remenoville une croix en pierre portant une inscription avec la date de 1022.
Pendant la période allant de 1037 à 1062, des possessions sont nouvellement acquises à Remenoville par Lambert, abbé de Moyenmoutier.
le village est mentionné en 1114 dans une charte de l'Empereur Henri V.
En 1171, Pierre évêque de Toul fait savoir que Thierry de Ramberviller a fini par ratifier le don des pâtures de Remenoville et de Cembesch (St-Boingt) à l'abbaye de Beaupré.
En 1287, Bouchard évêque de Metz, reconnaît pour son homme-lige, Pierre, chevalier et Seigneur de Removille (Remenoville). En 1324, Philipins de Remenoville et son frère Gervais écuyers, se reconnaissent hommes-liges du Duc de Lorraine.
En 1341, le duc Raoul publie des lettres au sujet de son accompagnement avec l'abbaye de Moyenmoutier. Dans l'un de ces documents, le duc rappelle que parmi les propriétés de l'église (abbaye de Moyenmoutier), figure le ban de Remenauville (Remenoville).
À la fin du Moyen Âge, Remenoville est un village du duché de Lorraine. Le seigneur de Gerbéviller et l'abbé de Moyenmoutier y étaient hauts, moyens et bas justiciers.  Les plaids annaux (annuels) étaient tenus alternativement par chacun d'eux. Le village était obligé de fournir deux hommes pour la garde de la porte Saint-Pierre à Gerbéviller, lors des exécutions.

### Ancien régime
Le 21 novembre 1505, Olry Wiss Seigneur de Gerbéviller, acense deux contrées de bois aux habitants de Remenoville et de Moranviller. Il s'agit des forêts du rouar des pairs et de la petite fillière. Le 28 avril 1866, il est mis en adjudication un cens sur des affouages dans plusieurs communes, dont Remenoville. il ne peut s'agir ici que du cens mentionné au début de ce paragraphe.
En 1587 pendant les guerres de Religion, le passage des reîtres est signalé en septembre à Remenoville avec sa cohorte de destructions.

### Période moderne
Le 12 mars 1866, la forêt de Rethimont située sur le territoire de Remenoville et appartenant jusque là au marquis de Gerbéviller est mise en vente aux enchères.
En 1859, l'église est en reconstruction pour un coût estimé à 60 000 francs.
En 1877, soit 5 ans avant le vote de la loi Jules Ferry, un rapport présenté au conseil départemental de l'instruction publique donne la liste des communes ayant établi la gratuité absolue de leurs  écoles. Remenoville figure dans cette liste.
L'almanach-annuaire du Lunévillois pour l'année 1890 note à Remenoville trois aubergistes, un boulanger et deux épiciers.
Le 26 décembre 1910, on découvre à son domicile le corps sans vie d'Auguste Hertement. La presse nationale s'empare de ce fait divers qui fait grand bruit sous le titre « le crime de Remenoville ». Un habitant de Giriviller fut condamné à mort pour ce meurtre. Le président de la République commua sa peine.
Le 26 juillet 1922 est publié l'appel d'offres pour l'électrification du village.
Dans les années 1960, on entendait encore « le faubourg » pour désigner l'extrémité Sud du village.

#### Moranviller
Une légende locale affirme que Remenoville n'aurait été primitivement construit qu'au XVIIe siècle par les habitants de Moranviller fuyant la peste et les Suédois. C'est totalement faux. Les points précédents démontrent que Remenoville existait dès le haut Moyen Âge, au moins. Les documents historiques mentionnent le hameau de Moranviller en même temps que Remenoville.
Moranviller se situait à environ 1 km de Remenoville, au bord de la route communale qui mène à Giriviller. Moranviller et Remenoville semblent n'avoir formé qu'une seule paroisse puisque l'on ne trouve aucune trace d'église ni de cure à Moranviller. Il n'y a pas non plus de plaid propre à ce hameau. On cite Gerardus De Murinvilla en 1179 (abbaye de Beaupré), Moranville en 1324 et Morainviller en 1621.
Moranviller compte encore "40 feux" en 1630 et aurait été détruit par les Suédois lors de la guerre de Trente Ans. Selon l'abbé Chatton dans sa note sur les sépultures franques de Remenoville, la destruction de Moranviller date de 1644 mais l'auteur ne cite pas de source. Le territoire a été réuni à celui de Remenoville.

### Première guerre mondiale
Le site mémoire des hommes recense 113 fiches de soldats français tués sur le territoire communal pendant la Première Guerre mondiale. Le 12 novembre 1914, la préfecture de Meurthe-et-Moselle annonce que 27 maisons sont totalement incendiées à Remenoville à la suite des combats sur la Mortagne et à Rozelieures,.

## Population et société

### Démographie
L'évolution du nombre d'habitants est connue à travers les recensements de la population effectués dans la commune depuis 1793. Pour les communes de moins de 10 000 habitants, une enquête de recensement portant sur toute la population est réalisée tous les cinq ans, les populations de référence des années intermédiaires étant quant à elles estimées par interpolation ou extrapolation. Pour la commune, le premier recensement exhaustif entrant dans le cadre du nouveau dispositif a été réalisé en 2004.

En 2022, la commune comptait 156 habitants, en évolution de −4,88 % par rapport à 2016 (Meurthe-et-Moselle : −0,13 %, France hors Mayotte : +2,11 %).
| 1793 | 1800 | 1806 | 1821 | 1831 | 1836 | 1841 | 1846 | 1851 |
| ---- | ---- | ---- | ---- | ---- | ---- | ---- | ---- | ---- |
| 240  | 250  | 241  | 293  | 298  | 315  | 317  | 329  | 324  |

| 1856 | 1861 | 1872 | 1876 | 1881 | 1886 | 1891 | 1896 | 1901 |
| ---- | ---- | ---- | ---- | ---- | ---- | ---- | ---- | ---- |
| 306  | 325  | 343  | 329  | 301  | 296  | 300  | 280  | 268  |

| 1906 | 1911 | 1921 | 1926 | 1931 | 1936 | 1946 | 1954 | 1962 |
| ---- | ---- | ---- | ---- | ---- | ---- | ---- | ---- | ---- |
| 240  | 227  | 199  | 192  | 175  | 177  | 153  | 148  | 122  |

| 1968 | 1975 | 1982 | 1990 | 1999 | 2004 | 2006 | 2009 | 2014 |
| ---- | ---- | ---- | ---- | ---- | ---- | ---- | ---- | ---- |
| 103  | 109  | 121  | 163  | 154  | 138  | 136  | 151  | 171  |

| 2019 | 2022 | - | - | - | - | - | - | - |
| ---- | ---- | - | - | - | - | - | - | - |
| 158  | 156  | - | - | - | - | - | - | - |

## Culture locale et patrimoine

### Lieux et monuments
- Voie antique, probablement pré-romaine, reliant Roville-aux-Chênes à Einvaux via Clézentaine, Giriviller, Remenoville et Moriviller. Une seconde voie de moindre importance, un diverticule, reliait Giriviller à  Mont-sur-Meurthe en passant par le chemin des Fées entre Remenoville et Franconville. Source
- Vestiges de l'église Saint-Epvre (XIIIe s., restaurée au XIXe s.) et ses objets mobiliers protégés au titre des monuments historiques[44],[45].
- Monument aux morts[46].

### Personnalités liées à la commune
- Charles-Élie Bailly, né le 7 janvier 1830 à Remenoville, ayant résidé au  9 rue de Pérignon à Paris[47], décédé le 6 août 1895 à Paris. Ancien élève de monsieur Robinet à l’École des Beaux Arts, il fut sculpteur et statuaire à Paris. Sa signature figure sur plusieurs monuments funéraires du cimetière du Montparnasse. Il a réalisé la statue en bronze de l'Abbé Grégoire installée sur la place des Carmes à Lunéville[48]. Elle fut volée par les nazis en 1942. L'actuelle statue en pierre est une œuvre de Paul-François Niclausse, inaugurée en 1955[49].
- Joseph Edmond Chatton, né à Buriville le 13 décembre 1858 et décédé le 11 décembre 1924. Il fut curé de Remenoville du 10 août 1899 au 23 novembre 1907[50]. Il fut membre de la société d'archéologie lorraine et correspondant de l'Académie Stanislas. Il publia de nombreux articles historiques ; à ce titre, il est co-auteur de la note sur la découverte en 1903 de sépultures franques à Remenoville[19].
- Frédéric Henri Wolff, chef de bataillon au 36e régiment d'infanterie coloniale (soldat fusillé pour l'exemple) le 1er septembre 1914.

### Héraldique, logotype et devise
| Blason de Remenoville | Blason  | Ecartelé : aux 1) et 4) d’azur à deux chevrons d’or, et aux 2) et 3) de gueules au dextrochère de carnation vêtu d’or tenant une crosse d’or mise en pal du même. |
| Blason de Remenoville | Détails | Les chevrons sont les armes de la famille de Lambertye, seigneur du lieu. Le dextrochère et la crosse rappellent que l’abbaye de Beaupré avait des biens dans la localité. La commune est titulaire de la Croix de Guerre 1914-1918. En février 2024, la commune utilise le blason, il figure sur le papier à en-tête de la mairie. |